# روکتا لیگوره
روکتا لیگوره (به ایتالیایی: Rocchetta Ligure) یک کومونه در ایتالیا است که در استان آلساندریا واقع شده‌است.

## خصوصیات
روکتا لیگوره ۱۰٫۱ کیلومترمربع مساحت و ۲۰۸ نفر جمعیت دارد و ۴۲۰ متر بالاتر از سطح دریا واقع شده‌است.